# Françoise Barré-Sinoussi
Françoise Barré-Sinoussi,  francoska virologinja in nobelovka, * 30. julij 1947, Pariz, Francija.
Njen prispevek v ekipi raziskovalcev na Pasteurjevem inštitutu je bil ključen pri odkritju vloge virusa HIV leta 1983. Zanj je skupaj z Lucom Montagnierjem in Haraldom zur Hausnom leta 2008 prejela Nobelovo nagrado za fiziologijo ali medicino.